# S/S Gottland
Den här sidan handlar om hjulångaren byggd 1836, för andra fartyg med liknande namn, se M/S Gotland
Gottland senare Fulton, var en hjulångare som byggdes av ek och furu 1836 på Slottsholmsvarvet i Västervik med en ångmaskin från Samuel Owens verkstad i Stockholm. Fartyget hade en längd av 29,69 meter, en bredd på 4,45 meter och en ångmaskinseffekt på 80 nominella hästkrafter.
Gottland sattes först in att ombesörja posttrafiken på traden Stockholm-Västervik-Visby. År 1840 utkonkurrerades hon dock av Postverkets fartyg S/S Activ. Gottland sattes då i stället in på rutten Stockholm-Södertälje-Oxelösund-Kettelö-Västervik-Döderhultsvik-Kalmar-Karlskrona-Karlshamn. Missnöje uppstod dock, då det förekom att vissa anlöpningsorter glömdes bort, så att passagerare som rest till aktuell stad för att därifrån ta sig vidare med ångbåt fick se sig bedragna på resans fortsättning. Gottland drabbades även av flera grundstötningar, och 1851 började fartyget brinna vid Skeppsbron i Kalmar, varvid fartyget måste sänkas för att hindra det från att brinna upp. Det bärgades och reparerades. År 1852 sattes det in på traden Stockholm-Södertälje-Oxelösund-Kettelö-Västervik-Döderhultsvik-Kalmar-Karlskrona-Karlshamn-Sölvesborg-Landskrona-Helsingborg. Redan efter tre resor sattes det in på linjen Stockholm-Västervik-Kalmar-Karlskrona under namnet Fulton. Under Krimkriget hyrdes fartyget 1855 av finländska intressenter som blockadbrytare. År 1856 såldes S/S Fulton till ett rederi i Åbo och sattes in på linjen Stockholm-Åbo. År 1864 såldes fartyget till ett rederi i Sankt Petersburg. Dess vidare öden är okända.